# Iwan Ginow
Iwan Ginow (bg. Иван Гинов; ur. 10 lutego 1956 we wsi Momina cyrkwa) – bułgarski zapaśnik walczący w stylu wolnym. Olimpijczyk z Moskwy 1980, gdzie zajął czwarte miejsce w kategorii 90 kg.
Trzykrotny medalista mistrzostw świata, srebrny w 1981 i 1983. Zdobył trzy medale na mistrzostwach Europy, w tym złoty w 1982 roku.
- Turniej w Moskwie 1980

Pokonał z Kartara Dhillona Singha z Indii i Iona Ivanova z Rumunii, a przegrał z Sanasarem Oganisianem z ZSRR i Uwe Neupertem z NRD.